# Kameralamt Leonberg
Das Kameralamt Leonberg war eine Einrichtung des Königreichs Württemberg, die im Amtsbezirk Besitz und Einkommen des Staates verwaltete. Es bestand von 1806 bis 1922 in Leonberg. Das Kameralamt wurde im Rahmen der Neuordnung der Staatsfinanzverwaltung im Königreich Württemberg geschaffen.

## Geschichte
Nach der Verordnung über die Neuorganisation der Kameralämter vom 6. Juni 1819 setzte sich das Kameralamt Leonberg zusammen aus den Orten: 
- abgetreten an das Kameralamt Sindelfingen: Bruderhaus, Büßnauer Hof, Büßnauer-Wirtshaus
- übernommen vom Kameralamt Markgröningen: Hemmingen und Hagmühle.
- ferner traten die Forstreviere Heimerdingen und Solitude des Forstamts Leonberg hinzu.

Laut Verfügung vom 6. Mai 1837 hat das Kameralamt Leonberg:
- übernommen von dem aufgelösten Kameralamt Merklingen: Friolzheim, Hausen a. d. Würm, Heimsheim, Mahnsheim, Merklingen, Münklingen, Perouse, Weil der Stadt u. Forstrevier Warmbronn
- abgetreten an das Kameralamt Stuttgart: Botnang.

Durch Verfügung vom 12. Juni 1839 wurden infolge der Auflösung des Kameralamts Wiernsheim dem Kameralamt Leonberg die Orte Flacht, Mönsheim mit dazugehörigen Weilern und Wimsheim zugeteilt.